# Van Helsing’s Curse
Van Helsing's Curse – orkiestra rockowa, side-project amerykańskiego wokalisty zespołu Twisted Sister Dee Snidera, którego koncert Trans-Siberian Orchestra zainspirował do założenia orkiestralnej grupy metalowej. Van Helsing's Curse wydali jeden album koncepcyjny, którego tematyka poświęcona jest Halloween.

## Dyskografia
- Oculus Infernum: A Halloween Tale (2003)
- Tubular Hell & Let the Pain Begin (2003) (singel promocyjny)
- Oculus Infernum (2007) (wydanie rozszerzone)